# Седловая поверхность

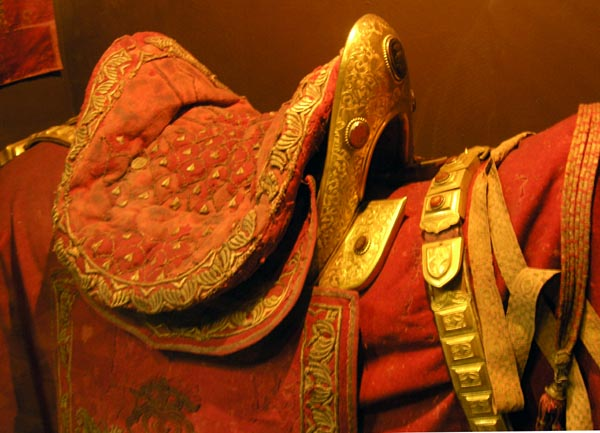
Седло для верховой езды

Седловая поверхность (устаревшее название — антикластическая) — гладкая поверхность, все точки которой седловые, то есть имеют отрицательную гауссову кривизну.
Термин происходит от специфической формы поверхности, напоминающей седло для верховой езды, которое имеет изгибы вверх и вниз.

## Определение
Поверхность {\displaystyle \Pi } называется (строго) седловой, если для любой точки {\displaystyle p\in \Pi }
произведение главных кривизн {\displaystyle k_{1}(p){\cdot }k_{2}(p)} неположительно (отрицательно).

## Примеры

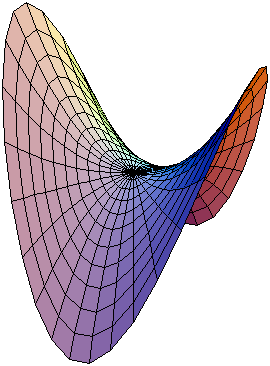
Гиперболический параболоид

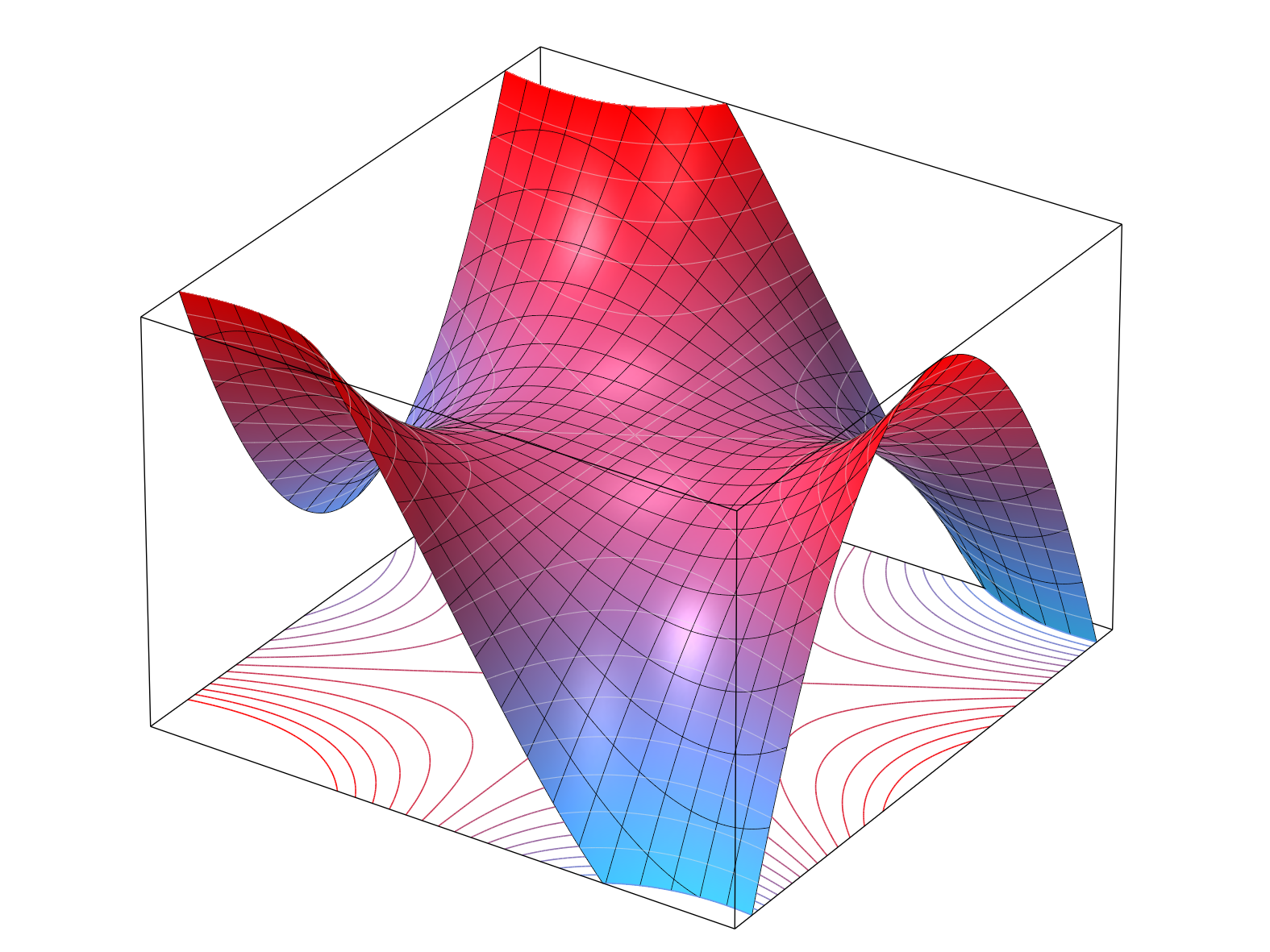
Обезьянье седло

- Минимальная поверхность
- Однополостный гиперболоид
- Гиперболический параболоид
- Обезьянье седло

## Свойства
- Седловые поверхности имеют отрицательную гауссову кривизну.
- От седловой поверхности нельзя отрезать горбушку плоскостью. Более точно: пересечение плоскости с седловой поверхностью не имеет компактных компонент.
  - Это свойство используется при определении седловых поверхностей в негладком случае.

## Вариации и обобщения
- Понятие седловой поверхности обобщается на негладкий случай, как поверхность с которой нельзя срезать шапочку. Более точно поверхность {\displaystyle s(u,v)} в {\displaystyle \mathbb {R} ^{3}} называется (обобщенно) седловой поверхностью если для любой линейной функции {\displaystyle \ell \colon \mathbb {R} ^{3}\to \mathbb {R} } композиция {\displaystyle \ell \circ s} не имеет строгих локальных минимумов и максимумов.

## Поверхность в природе
- В верхней части хватательных конечностей раков-богомолов находится седлообразное образование, способствующее скоростному захвату добычи посредством сжатия и растяжения подобно пружине[1].